# 秩父鉄道3000系電車
秩父鉄道3000系電車（ちちぶてつどう3000けいでんしゃ）は、かつて秩父鉄道に在籍していた急行列車用の電車である。

## 概要
秩父鉄道では、急行用車両として自社発注の300系を使用してきたが、車両自体の老朽化が激しい上に冷房化ができないため、乗客サービス上で難点を抱えていた。そのため300系の置換えを計画した結果、1992年（平成4年）に東日本旅客鉄道（JR東日本）新前橋電車区（現・高崎車両センター）所属の165系急行形電車3両編成3本（9両）を購入の上、自社で改造したのが本系列である。
外装は「青い空、白い雲、清流」をテーマにクラシックホワイトをベースにスカイブルーのラインと窓枠・正面にはブラックをペイントした。内装はクリームホワイトを基調に白い天井や側板にグレーと床に霜降りグレーを配し一体化したグローブ付き蛍光灯を設置しイメージアップを図り、座席はつや消し黒の脚台とブルーグレーの生地でモノトーン色を多く使いシンプルで落ち着いたものとした。

### 改造内容
導入に際して日本電装により以下の出張改造が施工された。
- MT54形主電動機の限流値を下げ、出力を120 kW から105 kW に抑制
- マスター・コントローラーの交換に伴う抑速ブレーキの使用停止
- 列車無線アンテナを棒形→逆L字形に交換
- 自動列車停止装置をATS-P・SN→秩鉄形ATSに交換
- 前面非貫通化[1]
- 前照灯・尾灯を同じケースにまとめ、角形に形状変更[1]
- 愛称表示板差しを新設[1]
- 上部列車種別表示器を撤去
- 上部標識灯を新設
- M'車のパンタグラフを2基に増設
- 中央窓を大型化し、アルミサッシをブロンズ化
- 灰皿の撤去
- デッキ仕切りドアを自動化[1]
- 汚物処理設備未設置のため便所を撤去・機械室を配置[3][1]

### 形式・編成
| \| \| ← 羽生三峰口 → \| \| \| \| 第1編成 \| デハ3001 （クモハ165-91） \| デハ3101 （モハ164-55） \| クハ3201 （クハ165-93） \| \| 第2編成 \| デハ3002 （クモハ165-82） \| デハ3102 （モハ164-50） \| クハ3202 （クハ165-86） \| \| 第3編成 \| デハ3003 （クモハ165-93） \| デハ3103 （モハ164-57） \| クハ3203 （クハ165-95） \| |                           |                         |                         |
| 備考 - （ ）内はJR東日本時代の車両番号 - 第1・第3編成は1968年施工の試作冷房改造車 |                           |                         |                         |
| | ← 羽生三峰口 →            |                         |                         |
| 第1編成 | デハ3001 （クモハ165-91） | デハ3101 （モハ164-55） | クハ3201 （クハ165-93） |
| 第2編成 | デハ3002 （クモハ165-82） | デハ3102 （モハ164-50） | クハ3202 （クハ165-86） |
| 第3編成 | デハ3003 （クモハ165-93） | デハ3103 （モハ164-57） | クハ3203 （クハ165-95） |

## 運用
本形式は、300系の後継車両として主に秩父本線の急行「秩父路」で運用された。また時期により以下の急行列車として運転された例がある。
- 1月上旬：急行「開運号」
- 2月頃：急行「ロウバイ号」
- 4月上旬：急行「さくら号」
- 5月頃：急行「芝桜号」
- 5月～7月頃：広瀬川原イベント直通列車
- 8月頃：急行「熊谷うちわ祭り号」
- 11月頃：急行「荒川村そばまつり号」
- 12月3日：急行「秩父夜祭号」[6]

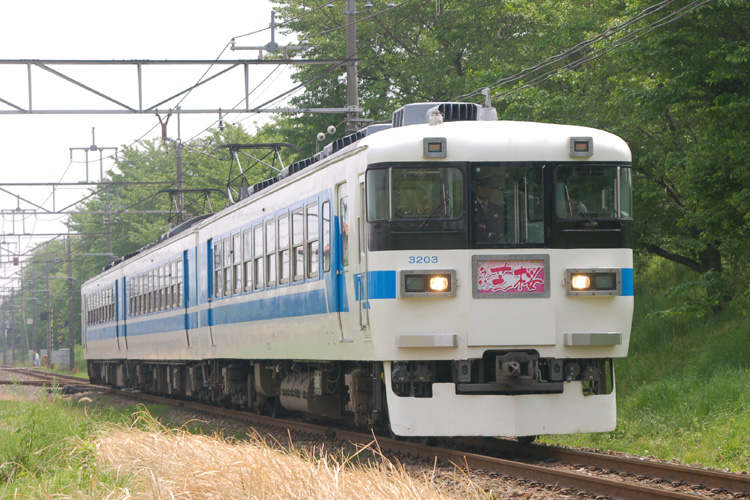
急行「芝桜号」
2006年5月6日 ひろせ野鳥の森 - 大麻生

これらの多くは定期「秩父路」の愛称名変更によるものだが、専用のヘッドマークを愛称表示板差しに掲出して運転された。
愛称表示板は内側差し込み式となっており、沿線で催物開催時には特製の表示板による掲出も行われた。また「回送」「臨時」の表示板がある反面、「準急」「各停」の表示板はなくこの場合は無表示となる。

### 6000系への置き換え
2003年に行われた安全性緊急評価における現車調査において車両の老朽化について指摘され、特に主回路の配線の経年による劣化が著しく、延命を図るには大規模な更新工事の必要があった。このため将来を見据えた中で、今後の車両機器の修繕や補修部品の調達などを考慮し検討した結果、6000系3編成を本系列の代替車両として導入することを決定した。
2006年3月15日より本系列から6000系への置き換えが始まり、3002・3003編成が廃車された。後述の車両を除き、広瀬川原車両基地の無架線地帯に留置されたのちに解体されている。
3001編成は2006年11月17日で「秩父路 EXPRESS」の愛称表示を終了。翌18日からは2種類のデザイン各2色計4パターンの「ファイナルラン」愛称板を掲出して運用され、25日の臨時列車「さよなら3000系号」及びイベントをもって運用を終了した。その後も同年11月末までは波動用として残存していたが、翌2007年1月に広瀬川原で解体された。

## 保存車
いずれも車体のみで、半分に切断されている。
- デハ3003は八高線竹沢駅付近の国道254号沿いでラーメン店として利用された。

廃業後もしばらくの間放置されていたが、道路の拡幅工事に伴い解体されている。
- クハ3203は運転台側約10mのカットボディの状態で横瀬町の林道焼山線沿いにある採石場の資材置き場に放置されていたが、2025年8月に石川県小松市に移送された。今後、失われた部品を復元し再塗装するなどの補修を行うとともに、北陸の鉄道に関する資料の展示スペースとして公開する計画[12][13]。

近くにはヨ5003やデ7062なども保存されている。